# Покровские Выселки
Покровские Выселки — деревня Торбеевского района Республики Мордовия в составе Краснопольского сельского поселения. 

## География
Находится у реки Паньжа на расстоянии примерно 14 километров по прямой на восток-юго-восток от районного центра поселка Торбеево.

## История
Известна с 1869 года, когда была учтена как казенная деревня Первый Покровский Выселок Наровчатского уезда из 36 дворов.

## Население
Постоянное население составляло 80 человек (русские 87%) в 2002 году, 61 в 2010 году .